# Mison
Mison ist eine französische Gemeinde mit 1115 Einwohnern (Stand 1. Januar 2022) im Département Alpes-de-Haute-Provence in der Region Provence-Alpes-Côte d’Azur. Sie gehört zum Arrondissement Forcalquier und zum Kanton Sisteron. Die Einwohner nennen sich Misonnais.

## Geographie
Die Gemeinde liegt rund 40 Kilometer südwestlich von Gap und 35 Kilometer nordwestlich von Digne-les-Bains auf einem Höhenrücken zwischen den Tälern der Durance und des Buëch und ragt weit in das benachbarte Département Hautes-Alpes hinein.
Die Nachbargemeinden sind
- Laragne-Montéglin im Norden (Département Hautes-Alpes),
- Upaix im Nordosten (Département Hautes-Alpes),
- Le Poët im Osten (Département Hautes-Alpes),
- Sisteron im Südosten,
- Val Buëch-Méouge mit Ribiers im Südwesten (Département Hautes-Alpes),
- Antonaves im Westen (Département. Hautes-Alpes) und
- Châteauneuf-de-Chabre im Nordwesten (Département Hautes-Alpes).

Der namengebende Ort Mison ist ein kleiner Weiler am Fuße einer zerstörten Burganlage mit mächtigen Befestigungen. Der Gemeindehauptort und Sitz der Verwaltung befindet sich im Ort Les Armands.
An der westlichen Gemeindegrenze strebt der Fluss Buëch der Durance zu, die er erst in Sisteron erreicht. Die Durance selbst berührt das Gemeindegebiet nicht, wohl aber ein Kraftwerkskanal der EDF, der Wasser der Durance abzweigt und zu einem Wasserkraftwerk nach Sisteron leitet.

### Verkehrsanbindung
Die Gemeinde wird durch die Départementsstraße D1075 erschlossen, die von Sisteron dem Fluss Buëch folgt und schließlich nach Grenoble führt. Auch die Bahnstrecke von Marseille nach Grenoble folgt diesem Verlauf, hat jedoch in Mison keine Haltestelle. Die nächsten Bahnstationen befinden sich in Sisteron und Laragne-Montéglin. Im äußersten Südosten des Gemeindegebietes berühren die im Durancetal verlaufenden Verkehrswege Autobahn A51 und Départementsstraße D1085 auf einer Länge von wenigen hundert Metern die Gemeinde.

## Bevölkerungsentwicklung
| 1962 | 1968 | 1975 | 1982 | 1990 | 1999 | 2005 | 2018 |
| ---- | ---- | ---- | ---- | ---- | ---- | ---- | ---- |
| 549  | 511  | 566  | 579  | 764  | 849  | 945  | 1125 |